# Attentat de l'aéroport Atatürk d'Istanbul
Pour les articles homonymes, voir attentat d'Istanbul.
L’attentat de l'aéroport Atatürk d'Istanbul est un attentat-suicide commis le 28 juin 2016 à l'aéroport international Atatürk d'Istanbul par trois kamikazes, causant la mort de 45 personnes. La plus grande ville de Turquie a ainsi été touchée par quatre attentats, dont trois attribués à l'État islamique et un revendiqué par les Faucons de la liberté du Kurdistan (TAK), entre janvier et juin 2016.

## Contexte
La Turquie fait depuis plusieurs mois l'objet de nombreux attentats terroristes, touchant principalement Ankara et Istanbul, les deux plus grandes villes du pays, venant de l'État islamique, depuis que la Turquie a rejoint la coalition internationale en Irak et en Syrie, du Parti des travailleurs du Kurdistan (PKK) ou des Faucons de la Liberté du Kurdistan (TAK), à la suite de la rupture du cessez-le-feu entre les autorités turques et les séparatistes kurdes en 2015, mais aussi de différents groupuscules d'extrême-gauche dont le Parti-Front révolutionnaire de libération du peuple est le plus connu.
L'attentat a eu lieu au 23e jour du ramadan.

## Déroulement
Selon les autorités turques, trois hommes sont arrivés en taxi vers 22 heures, heure locale, et ont mitraillé des passagers et policiers en faction. Face à la riposte policière, les assaillants ont fait sauter les charges explosives qu'ils portaient, peu avant d'accéder à la zone de contrôles de l'aéroport.
Le premier kamikaze tire avec une kalachnikov sur une file d'attente, puis provoque une explosion qui cause au moins 33 morts.
Le deuxième des kamikazes est neutralisé par un douanier, Umut Sakaroglu. Le terroriste active ses explosifs, entraînant Umut Sakaroglu avec lui dans la mort. Cependant, les autres personnes à proximité ont eu le temps de s'enfuir grâce à l'action du policier,.
La deuxième explosion brise une des parois en verre du premier dispositif de sécurité de l'aéroport. Le troisième kamikaze profite de la brèche pour passer dans la zone sécurisée et s'y faire exploser.

## Bilan
Au moins 45 personnes sont mortes, dont 20 étrangers,, et 239 autres sont blessées.
| Nationalité     | Morts | Blessés |
| --------------- | ----- | ------- |
| Turquie         | 23    |         |
| Arabie saoudite | 6     | 27      |
| Palestine       | 3     | 7       |
| Jordanie        | 3     | 1       |
| Irak            | 2     | 2       |
| Ouzbékistan*    | 2     | 1       |
| Iran            | 1     | 5       |
| Ukraine         | 1     | 3       |
| Kirghizistan*   | 1     | 2       |
| Tunisie         | 1     | 1       |
| Chili           | 1     |         |
| Chine           | 1     |         |
| Russie*         | 1     |         |
| France          | 0     | 2       |
| Allemagne       | 0     | 1       |
| Inconnus        | 2     | 186     |
| Total           | 48    | 239     |

Les nationalités signalé par un * sont les nationalités des terroristes (1 de chaque).

## Enquête
Le Parquet de Bakırköy est chargé de l'enquête.

### Les trois kamikazes
Selon un responsable turc, il s'agirait de trois hommes, tous étrangers et musulmans : un Russe, un Ouzbek et un Kirghize,. Les autorités turques dévoilent le nom de deux d'entre-eux, Rakim Bulgarov et Vadim Osmanov, sans préciser leurs nationalités. Ils s'étaient installés dans l'actuel district cosmopolite de Fatih, au cœur d'Istanbul, un mois avant de passer à l'acte. Au moins l'un d'eux venait de Raqqa.

### Aucune revendication: l'État islamique suspecté
L'attentat n'a pour l'instant pas été revendiqué, mais le Premier ministre turc, Binali Yıldırım, a indiqué à la presse que « les indices pointent Daesh »,. Selon des responsables des renseignement américains, cette organisation aurait envoyé 35 terroristes en Turquie juste avant le ramadan. Les services de renseignements russes suspectent Ahmed Tchataev d'être le cerveau de l'attentat.

### Arrestations
Quelques jours après l'attentat, plusieurs dizaines de militants de l'État islamique sont arrêtées par la police. Vingt-quatre suspects liés à l'attentat, dont quinze étrangers, ont été arrêtés par la police d'Istanbul. Neuf personnes supplémentaires ont été arrêtées dans la ville d'Izmir. Dix-sept autres suspects ont été arrêtés à Gaziantep. Trente personnes sont inculpées pour « appartenance à une organisation terroriste ».
Le 22 novembre 2017, Akhmed Tchataïev (aussi connu sous le surnom de « Akhmed le manchot » depuis qu'il a perdu un bras lors de la Seconde guerre de Tchétchénie), ancien responsable des recrues russophones de Daech et cerveau présumé de l'attentat, meurt lors d'une opération antiterroriste à Tbilissi. La police géorgienne a tenté de l'arrêter, mais il se serait fait exploser pour ne pas être capturé vivant. Outre Tchataïev, deux autres terroristes présumés et un policier sont morts, et quatre policiers géorgiens sont blessés. Un suspect a été capturé.

## Répercussions en Turquie

### Déclarations
Le président Recep Tayyip Erdoğan condamne fermement cette attaque et espère « le début d'une nouvelle ère dans la lutte contre les organisations terroristes dans le monde entier ». Du côté du Parti républicain du peuple, Kemal Kılıçdaroğlu adresse ses condoléances aux victimes et maudit « ceux qui se nourrissent de sang ». Le secrétaire général du Parti d'action nationaliste Devlet Bahçeli demande au gouvernement de faire tout son possible pour lutter jusqu'aux racines du terrorisme. Selahattin Demirtaş du Parti démocratique des peuples, quant à lui, est plus critique envers le gouvernement et s'interroge sur les raisons pour lesquelles des terroristes lourdement armés ont pu pénétrer plutôt facilement dans un aéroport aussi sécurisé.

### Deuil national
Un jour de deuil national est décrété le lendemain de l'attentat.

### Censure
Sur la demande du Premier ministre Binali Yıldırım, le Conseil supérieur de l'audiovisuel de Turquie décide de censurer les chaînes de télévision et de radio sur la diffusion d'informations liées aux événements. Les autorités turques bloquent temporairement l'accès aux réseaux sociaux et ralentissent le trafic général d'internet pour des questions de sécurité nationale et de maintien de l'ordre public. Ainsi, les Turcs ont des difficultés à utiliser le Safety Check de Facebook mis en place après l'attentat.

### Tourisme
La Turquie est la sixième destination touristique au monde avec environ 36 millions de touristes par an. Le tourisme est donc une source de revenus importante pour le pays. Or, depuis l'été 2015, on remarque une multiplication des attaques terroristes sur le sol turc à cause de l'engagement de la Turquie vis-à-vis des séparatistes kurdes et de l'État islamique. Rien qu'à Istanbul, on compte quatre attentats entre janvier et juin 2016. Ces attaques terroristes ont un effet néfaste sur le tourisme en Turquie, d'autant plus que la Turquie a perdu un nombre important de touristes russes depuis le début de la crise russo-turque de 2015. Ainsi, le nombre de touristes a baissé de 30 % au mois d'avril 2016 par rapport à la même période en 2015.

### Sécurité
La sécurité est renforcée pour la 40e session du Comité du patrimoine mondial qui se tient à Istanbul du 10 au 20 juillet 2016.

## Réactions internationales
De nombreux responsables politiques, religieux et représentants d'État condamnent l'attentat et adressent leurs condoléances. Ils insistent sur la nécessité d'une lutte commune contre le terrorisme. Sur les réseaux sociaux, des personnes du monde entier utilisent des dessins et le hashtag #PrayForIstanbul pour rendre hommage aux victimes. Des monuments et bâtiments officiels sont illuminés aux couleurs de la Turquie : à Paris, la tour Eiffel, à Berlin, la porte de Brandebourg, à Mostar, le Stari Most, ou encore à Melbourne, l'hôtel de ville.
Le président américain Barack Obama offre l'aide des États-Unis à la Turquie dans l'enquête et déclare que « malgré l'attaque en Turquie, les terroristes perdent du terrain » en référence à la perte de territoires en Irak et en Syrie par l'État islamique. Donald Trump et Hillary Clinton, candidats à l'élection présidentielle américaine de 2016 déclarent respectivement « Encore une autre attaque terroriste, à Istanbul cette fois. Le monde réalisera-t-il jamais ce qu'il se passe ? Tellement triste » et « Tous les Américains se tiennent unis avec le peuple de Turquie contre cette campagne de haine et de violence »,.
Le président Vladimir Poutine dans un appel téléphonique avec le président Recep Tayyip Erdoğan, souligne « l’importance de la normalisation des relations bilatérales entre la Turquie et la Russie » après la crise russo-turque de 2015. Ainsi, il ordonne à son gouvernement la levée de toutes les restrictions touristiques concernant la Turquie.